# 李實秀
李實秀（？—？），河南衛輝府汲縣人，清朝政治人物。

## 生平
李實秀是崇禎十六年（1643年）癸未補行壬午科河南鄉試第四十八名舉人。明亡仕清，順治三年（1646年）丙戌科進士，授中書舍人，任陝西鄉試副考官，署掌印中書舍人，八年（1651年）升工科給事中，十年（1653年）升兵科右給事中，十一年（1654年）升刑科左給事中，十二年（1655年）出為江西布政使司參議、分巡湖東，十四年（1657年）升江南按察司副使、分巡鳳宿。